# Thrixopelma pruriens
Thrixopelma pruriens är en spindelart som beskrevs av Schmidt 1998. Thrixopelma pruriens ingår i släktet Thrixopelma och familjen fågelspindlar. Inga underarter finns listade i Catalogue of Life.